# Craig Charles
Craig Charles, född 11 juli 1964 i Liverpool i Merseyside, är en brittisk skådespelare, ståuppkomiker, författare, poet och programledare. Charles är främst känd för sin roll som Dave Lister i komediserien Red Dwarf. 1998-2004 var han programledare för den brittiska tv-serien Robot Wars. Charles leder idag The Craig Charles Funk And Soul Show för brittiska BBC 6 Music.

## Filmografi i urval
- 1987 – The Marksman (TV-serie)
- 1987 – Till hennes försvar
- 1988–2020 – Red Dwarf (TV-serie)
- 1994 – Asterix i Amerika (röst i engelsk dubbning)
- 1994 – Red Dwarf: Smeg Ups
- 1995 – The Bill (TV-serie)
- 1996 – The Governor (TV-serie)
- 1996 – The 10 Percenters (TV-serie)
- 1997 – Captain Butler (TV-serie)
- 1998–2004 – Robot Wars (TV-serie) (programledare)
- 1999–2000 – Ripley's Believe It or Not! (TV-serie) (programledare)
- 2001 – Lexx (TV-serie)
- 2003 – Holby City (TV-serie)
- 2004-2005 – Dream Team (TV-serie)
- 2005–2015 – Coronation Street (TV-serie)
- 2008–nutid – The Craig Charles Funk & Soul Club (TV-serie)